# ClearType

(a) text renderitzat sense ClearType
(b) text renderitzat amb ClearType

 ClearType  és una marca registrada per a la implementació de tecnologia de renderització de subpíxels de Microsoft. Els intents de ClearType per millorar l'aparença del text sobre determinats tipus de pantalles, sacrifiquen una mica la fidelitat del color. Aquest tècnica s'adapta millor als monitors de pantalla plana i TFT-LCD, ja que ha estat dissenyada per aquesta finalitat.
ClearType es va presentar per primera vegada el novembre de 1998 a l'exposició COMDEX. La tecnologia es va introduir per primera vegada en el programari el gener del 2000 com sempre en funció de Microsoft Reader, que va ser llançat al públic a l'agost de 2000. ClearType més tard es va presentar com una característica de sistema operatiu de Windows XP, encara que es va mantenir desactivat per defecte. En canvi en els Windows Vista i Windows 7, ClearType ve activat per defecte. En els Microsoft Office 2007, Microsoft Office 2010, Internet Explorer 7, Internet Explorer 8 i Windows Live Messenger, ClearType també està activat per defecte, encara que no estigui habilitat globalment en el sistema operatiu. ClearType és també un component integrat del motor de processament de text de Windows Presentation Foundation

## Exemple
| A dalt a l'esquerra: una versió amb Aliasing d'una forma simple. A dalt a la dreta: una versió amb Anti-aliasing de la mateixa forma. Dreta: Imatge Anti-aliasing ampliada x5. | Imatge anti-aliasing ampliada x5 |

A la imatge exemple, s'utilitza anti-aliàsing per barrejar els "píxels frontera" d'una mostra gràfica. Això redueix l'efecte estètic desagradable de línies esglaonades que apareixen en el gràfic amb aliàsing a dalt a l'esquerra. L'anti-aliàsing s'aplica sovint en la representació de text en una pantalla d'ordinador per a mostrar contorns suaus que emulen millor l'aparença del text produït per mètodes convencionals d'impressió de tinta sobre paper.

## Tipus de lletra
L'ordinador mostra en quina posició dels píxels individuals es corregeixen permanentment pel disseny del maquinari, com ara les més modernes pantalles planes, poden deixar veure vores de serra en mostrar elements gràfics de petita grandària i alt contrast, com per exemple text. ClearType utilitza antialiàsing a nivell de subpíxel per a reduir en gran manera l'escalonat visible abans renderitzar el text, fent que aquest sembli més "suau" i menys dentat. ClearType també usa suggeriments per tipus de lletra molt pesants, per forçar que encaixi en la quadrícula de píxels. Això augmenta el contrast de les vores i la llegibilitat dels tipus petits a costa de la fidelitat en la renderització del tipus de lletra, i ha estat criticat pels dissenyadors gràfics, ja que fa que tipus diferents s'assemblin.

## ClearType a DirectWrite
El motor de renderització dels tipus de DirectWrite admet la renderització de subpíxel posicionals, com s'ha demostrat en PDC 2008